# Maria Ewa Sołtys
Maria Ewa Sołtys (ur. we Lwowie) – polska muzykolog, córka Adama Sołtysa.
Studia w Akademii Muzycznej we Lwowie (praca dyplomowa Twórczość Mieczysława Sołtysa) uzupełnione pod kierunkiem prof. Ireny Poniatowskiej w Instytucie Muzykologii Uniwersytetu
Warszawskiego (jako stypendystka Fundacji im. Batorego).

## Nagrody i odznaczenia
Warszawska Premiera Literacka 2008 za książkę Tylko we Lwowie. Dzieje życia i działalności Mieczysława i Adama Sołtysów.

## Książki
- Maria Ewa Sołtys, Tylko we Lwowie. Dzieje życia i działalności Mieczysława i Adama Sołtysów, Wrocław-Warszawa-Kraków: Wydawnictwo Zakładu Narodowego im. Ossolińskich, 2008.
- Maria Ewa Sołtys, Twórczość Mieczysława i Adama Sołtysów w kontekście muzyki polskiej i europejskiej, Lublin: Polihymnia, 2012.
- Hasła encyklopedyczne (m.in. w: Die Musik in Geschichte und Gegenwart, The New Grove Dictionary of Music and Musicians, Polskim Słowniku Biograficznym).
- Rozprawy o charakterze muzykologicznym w pracach zbiorowych (Musica Galiciana[4][5] i in.)